# Julia Kerninon
Julia Kerninon (Nantes, 21 de enero de 1987) es una escritora francesa.

## Biografía
Hija de padres bretones, Julia Kerninon creció en Nantes. De joven participó en sesiones de poesía y música slam, bajo el seudónimo de «Julia Kino». Tras una pausa en sus estudios, marchó a vivir a Budapest.
En 2016, obtuvo el título de doctora en Literatura de Estados Unidos por la Universidad de Aix-Marsella.
Desde 2017 reside en Nantes.

## Obras
- Adieu la chair, París, Éditions Sarbacane, coll. « Exprim' », 2007, 186 p. ISBN 978-2-84865-158-3
- Stiletto, París, Éditions Sarbacane, coll. « Exprim' noir » , 2009, 208 p. ISBN 978-2-84865-317-4
- Buvard. Une biographie de Caroline N. Spacek, Arles, France, Éditions du Rouergue, coll. « La Brune », 2013, 199 p. ISBN 978-2-8126-0616-8[6][7]
Premio René Fallet 2015[8]
- Le Dernier Amour d'Attila Kiss, Arles, Éditions du Rouergue, coll. « La Brune », 2016, 123 p. ISBN 978-2-8126-0990-9[4][9][10]
- Une activité respectable. La Brune (en francés). Arles: éditions du Rouergue. 2017. p. 60. ISBN 978-2-8126-1203-9.[11]
- Ma dévotion[12][13]
- Liv Maria. París: Éditions de l'Iconoclaste. 2020. p. 224. ISBN 978-2-37880-154-0.
- Sauvage. 2023

### Traducciones
- Ils vécurent heureux et n'eurent pas d'enfants, Éditions Kero, 2019, 293 p.
- Thornhill, Pam Smy, Éditions du Rouergue, 2019, 544 p.